# Jerzy Berowski

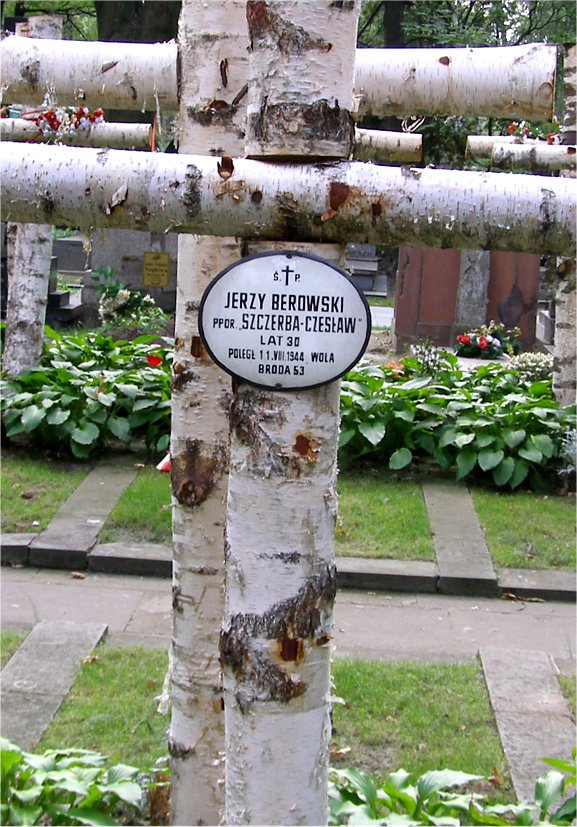
Mogiła na Wojskowych Powązkach

Jerzy Berowski ps. Szczerba, Czesław (ur. 4 marca 1914, zm. 11 sierpnia 1944 w Warszawie) – podporucznik, oficer sztabu Brygady Dywersji „Broda 53" Armii Krajowej, w powstaniu warszawskim w dowództwie batalionu „Zośka”.
Podczas okupacji niemieckiej działał w polskim podziemiu zbrojnym.
Poległ 11. dnia powstania warszawskiego podczas walk na Woli. Miał 30 lat. Pochowany na Cmentarzu Wojskowym w kwaterach żołnierzy batalionu „Zośka” (kwatera 30A-3-24).